# Funai
Funai Electric Co., Ltd. (jap. 船井電機株式会社 Funai Denki Kabushiki-gaisha) – japońskie przedsiębiorstwo specjalizujące się w produktach elektronicznych, z siedzibą główną w Osace.
Przedsiębiorstwo zostało założone w 1951 roku pod nazwą Funai Mishin Shokai, przemianowane następnie na Funai Electric Co. w sierpniu 1961. Zajmuje się przede wszystkim produkcją telewizorów LCD, odtwarzaczy Blu-ray i DVD. Jest jednym z największych dostawców i producentów sprzętu OEM. Rocznie sprzedawanych jest ok. 60 mln urządzeń z logo Funai. Był ostatnim producentem magnetowidów na świecie (do 2016 roku).
Spółka jest notowana na tokijskiej giełdzie (aktualne notowania).